# Pedro Subijana Reza
Pedro Subijana Reza (Sant Sebastià, 5 de novembre de 1948) és un cuiner basc reconegut internacionalment.

## Biografia
Va fer els seus estudis d'hostaleria a la prestigiosa escola de Luis Irizar a Zarautz (Guipúscoa). Anys més tard va arribar, fins i tot, a dirigir-la, així com la Escuela Superior de Hostelería y Turismo de Madrid, on també va estudiar el seu col·lega i amic Juan María Arzak.
Des de l'any 1975, Pedro Subijana dirigeix el restaurant Akelarre a Sant Sebastià. El restaurant és membre de la prestigiosa cadena Relais Chatêau i ha aconseguit els més alts premis gastronòmics. Destaquen les tres estrelles Michelin, assolint la tercera en la Guia Michelin 2007; els tres sols a la Guía Campsa; i una puntuació de 9,5 a la Guía Gourmetour 2002.
Tanmateix, Pedro Subijana ha impartit cursos a diverses institucions d'Amèrica i Europa, estant actualment treballant també a l'equip de cuiners del Basque Culinary Center.
Subijana té el seu propi programa de televisió, "La cocina de Pedro Subijana", a Euskal Telebista, que s'emet des de 1992. El cuiner basc també ha publicat nombrosos llibres sobre cuina i gastronomia.

## Premis i distincions
- 1979 Premi Nacional de Gastronomia al Millor Cuiner
- 1982 Premi Club Gourmets al Millor Cuiner d'Espanya
- 1997 El Grupo Gourmets li concedeix novament el Premi al Cuiner de l'Any
- 1999 Millor Cuiner a "Lo Mejor de la Gastronomía"
- 2000 Premi Alimentos de España 2001
- 2003 És nomenat President d'Eurotoques Internacional

## Llibres publicats
- Menú del día I (1992)
- Menú del día II (1993)
- Denok sukaldari (1994)
- Cocina riojana (escrit amb Lorenzo Cañas)
- Mis recetas de la tele (1995)
- Pedro Subijana cocinando para Inasmet (1998)
- La cocina vasca de Pedro Subijana (1999)
- La cocina vasca para el Grupo Ingeteam (1999)
- La cocina de Akelarre, el sueño de Pedro Subijana (Everest, 2001)
- La cocina doméstica de Pedro Subijana (Astamenda-Ttarttalo, 2003)